# NGC 1475
NGC 1475 é uma galáxia elíptica na direção da constelação de Eridanus. O objeto foi descoberto pelo astrônomo Francis Leavenworth em 1885-6, usando um telescópio refrator com abertura de 26 polegadas.